# 江苏电子信息职业学院
江苏电子信息职业学院，是位于江苏省淮安市的一所公办普通专科高校。

## 历史
1978年，建立。
2001年，更名为淮安信息职业技术学院。2020年5月11日，中华人民共和国教育部同意备案，将淮安信息职业技术学院更名为江苏电子信息职业学院。

## 专业设置
- 电子工程系
- 机电工程系
- 计算机科学与工程系
- 电气工程系
- 外语系
- 信息管理系
- 通信系
- 基础部
- 汽车工程系